# Staňkovice (přírodní památka)
Staňkovice je přírodní památka severozápadně od obce Staňkovice v okrese Louny. Důvodem ochrany jsou teplomilná společenstva s výskytem vzácných druhů teplomilného hmyzu. V obci je lokalita známá pod názvem Bílá skála.

## Popis

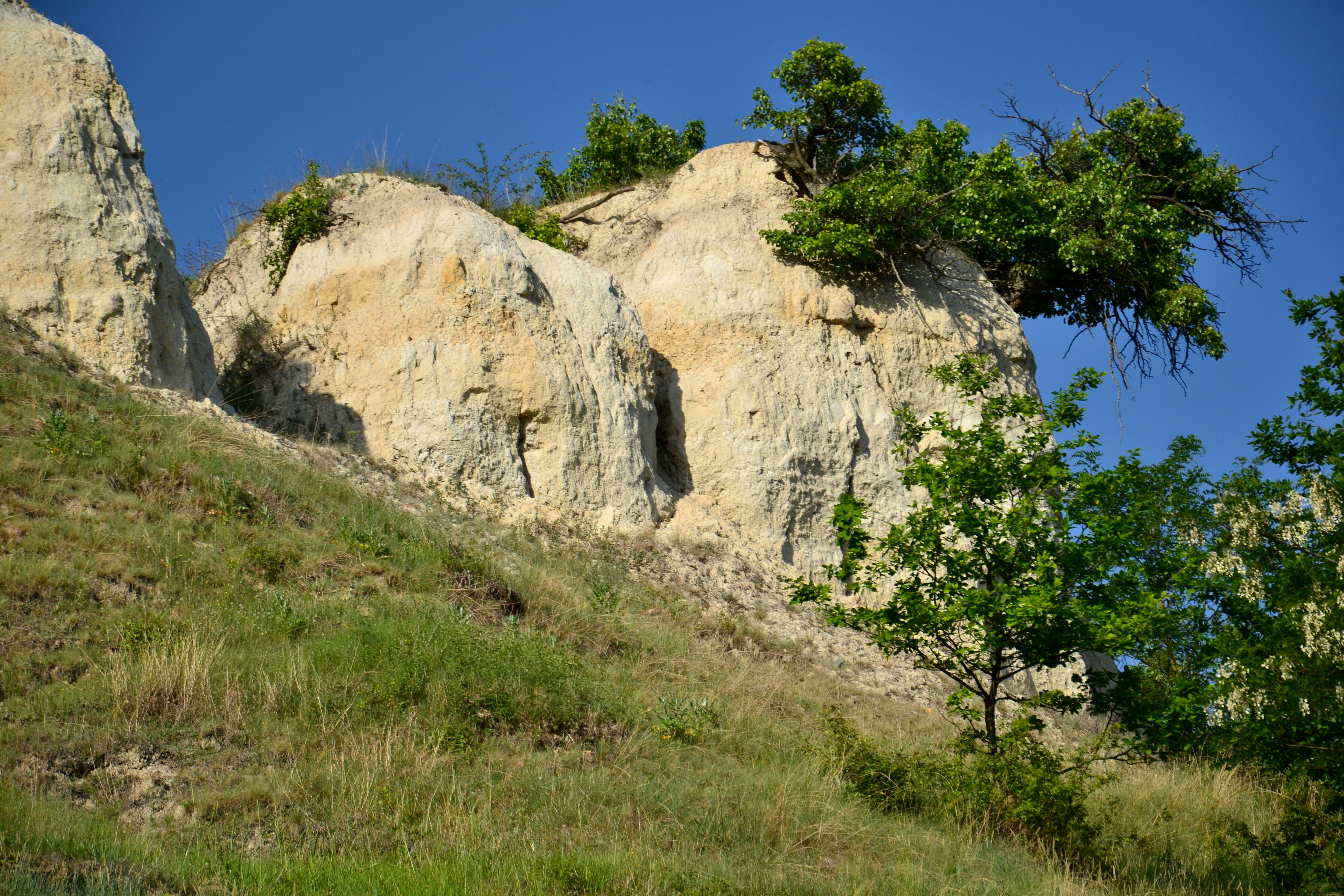
Detail výchozu čtvrtohorních sedimentů

Jižně exponované svahy s nadmořskou výškou 210 až 250 m pod terasovitou plošinou asi 500 m severozápadním směrem od obce Staňkovice. Území se nachází poblíž střelnice a je známé také pod názvem Bílá skála. Toto chráněné území na lesní půdě slouží k ochraně teplomilných společenstev s výskytem vzácných druhů teplomilného hmyzu. Lokalita byla zalesněna nesourodou skladbou dřevin, převážně keři. V centrální části území jsou rokle a strže, jejichž stěny jsou z části bez vegetace. Geologicky je území budováno z jílu a místy jsou vrstvy miocenních písků. Obdobný charakter jako přírodní památka Staňkovice mají i další dvě přírodní památky v okolí Žatce Stroupeč a Žatec.

## Fauna
Druhy hmyzu, které se zde vyskytují, žijí pouze na několika málo místech Čech a jižní Moravy. Bylo zde nalezeno několik vzácných druhů brouků – převážně nosatců (Curculionidae), mandelinek (Chrysomelinae), střevlíků (Carabidae) a vrubounů (Scarabaeidae). Ve většině případů se jedná o velmi malé druhy.

## Přístup
Chráněné území je přístupné polní cestou, která vede ze Staňkovic podél chmelnic k místní střelnici a dále pak k Velichovu.